# Lijst van voetbalinterlands Bermuda - Brunei
Deze lijst van voetbalinterlands is een overzicht van alle officiële voetbalwedstrijden tussen de nationale teams van Bermuda en Brunei. De landen speelden tot op heden een keer tegen elkaar. Dat was een vriendschappelijke wedstrijd op 22 maart 2024 in Jeddah (Saoedi-Arabië).

## Wedstrijden
| № | Plaats | Datum         | Competitie        | Wedstrijd        | Uitslag |
| - | ------ | ------------- | ----------------- | ---------------- | ------- |
| 1 | Jeddah | 22 maart 2024 | Vriendschappelijk | Bermuda − Brunei | 2 − 0   |

## Samenvatting
| Competitie        | Totaal gespeeld | Winst Bermuda | Gelijk | Winst Brunei | Doelsaldo Bermuda – Brunei |
| ----------------- | --------------- | ------------- | ------ | ------------ | -------------------------- |
| Vriendschappelijk | 1               | 1             | 0      | 0            | 2 − 0                      |
| Totaal            | 1               | 1             | 0      | 0            | 2 − 0                      |

BFA · A-internationals · Bondscoaches · Statistieken · Bermudaans vrouwenelftal · Bermuda U21 · Bermuda U20 · Bermuda U19 · Bermuda U17
1960 – 1969 · 
1970 – 1979 · 
1980 – 1989 · 
1990 – 1999 · 
2000 – 2009 · 
2010 – 2019 ·
2020 − 2029
1964 · 
1965 · 
1966 · 
1967 · 
1968 · 
1969 · 
1970 · 
1971 · 
1972 · 
1973 · 
1974 · 
1975 · 
1976 · 
1977 · 
1978 · 
1979 · 
1980 · 
1981 · 
1982 · 
1983 · 
1984 · 
1985 · 
1986 · 
1987 · 
1988 · 
1989 · 
1990 · 
1991 · 
1992 · 
1993 · 
1994 · 
1995 · 
1996 · 
1997 · 
1998 · 
1999 · 
2000 · 
2001 · 
2002 · 
2003 · 
2004 · 
2005 · 
2006 · 
2007 · 
2008 · 
2009 · 
2010 · 
2011 · 
2012 · 
2013 · 
2014 ·
2015 ·
2016 ·
2017 ·
2018 ·
2019 ·
2020 ·
2021 ·
2022 ·
2023 ·
2024
Amerikaanse Maagdeneilanden ·
Antigua en Barbuda ·
Aruba ·
Bahama's ·
Barbados ·
Belize ·
Britse Maagdeneilanden ·
Brunei ·
Canada ·
Costa Rica ·
Cuba ·
Denemarken ·
Dominica ·
Dominicaanse Republiek ·
El Salvador ·
Finland ·
Grenada ·
Guatemala ·
Guinee ·
Guyana ·
Haïti ·
Honduras ·
IJsland ·
Jamaica ·
Kaaimaneilanden ·
Mexico ·
Montserrat ·
Nederlandse Antillen ·
Nicaragua ·
Noorwegen ·
Panama ·
Puerto Rico ·
Saint Kitts en Nevis ·
Saint Lucia ·
Saint Vincent en de Grenadines ·
Suriname ·
Trinidad en Tobago ·
Venezuela ·
Verenigde Staten
NFABD
Bermuda ·
Bhutan ·
Cambodja ·
China ·
Filipijnen ·
Hongkong ·
India ·
Indonesië ·
Japan ·
Jemen ·
Laos ·
Macau ·
Malediven ·
Maleisië ·
Mongolië ·
Myanmar ·
Nepal ·
Oost-Timor ·
Pakistan ·
Rusland ·
Singapore ·
Sri Lanka ·
Tadzjikistan ·
Taiwan ·
Thailand ·
Vanuatu ·
Verenigde Arabische Emiraten ·
Zuid-Korea